# Ostap Slyvynsky
Ostap Slyvynsky (nascido em 14 de outubro de 1978) é um poeta, ensaísta, tradutor, crítico literário e académico ucraniano. É autor de várias coleções de poesia e recebeu prémios literários ucranianos e internacionais. Ele também é conhecido por traduzir várias obras de ficção de outras línguas para o ucraniano.

## Obra
Em 2009, Slyvynsky publicou quatro volumes de poesia, todos traduzidos em onze idiomas. O seu estilo poético é descrito como inquieto e conhecido por associações e imagens, bem como por reflexões sobre linguagem, história e política. A poesia de Slyvynsky rendeu-lhe o Prémio Literário Antonych (1997), o Prémio Hubert Burda (2009) e o Prémio Kovaliv Fund (2013).
As traduções de Slyvynsky incluem livros de autoria de Czesław Miłosz, Hanna Krall, Andrzej Stasiuk, Olga Tokarczuk, Mikołaj Łoziński, Ignacy Karpowicz, Derek Walcott, William Carlos Williams, James Tate e Georgi Gospodinov. Ele foi reconhecido pelo governo da Ucrânia pelos seus trabalhos de tradução e também recebeu a Medalha de Mérito pela Cultura Polaca em 2014.
Juntamente com Bohdan Sehin, Slyvynsky encenou uma performance de mídia em 2015 chamada Preparação, que foi dedicada às vítimas do conflito do Leste da Ucrânia.

### Poesia
- Sacrifício do Peixe Graúdo, (Lviv, 1998)
- Linha do meio-dia, (Khmelnyts'ky-Kyiv, 2004)
- Bola na escuridão (Kiev, 2008)
- Impulsionado pelo fogo (2009)
- Adam, (Chernivisti, 2012)
- O Rei do Inverno, (Lviv, 2018)

### Traduções
- Running Fire de Bohdan Zadura, (Wrocław, 2009).
- Sand and Wine de Valéria Juríčková, (Brno, 2015).
- Orpheus de Stanislav Belsky, (Dnipro, 2017)

### Antologias
- A fronteira: 28 poetas ucranianos contemporâneos. Uma Antologia, traduzido por Anatoly Kudryavitsky. Londres: Publicações Glagoslav, 2017.ISBN 978-1-911414-48-3